# Jirisan
Jirisan (지리산?, 1915 m s.l.m.) è una montagna ubicata nella provincia del Gyeongsang Meridionale, in Corea del Sud. Parte della catena dei monti Sobaek, è la seconda cima del paese dopo il monte Halla. La sua area è protetta dall'omonimo parco nazionale. Sulle sue pendici si trovano sette importanti templi buddisti.
La montagna si trova nel parco nazionale del Jirisan. Il parco copre tre provincie (Nord, Sud Jeolla e Sud Gyeongsang) ed è il parco più esteso in Corea. La gran parte del parco si trova nella provincia dello Gyeongsang Meridionale. La vetta più alta è il Cheonhwangbong. Un'altra montagna molto conosciuta è il Samshin-bong (Picco dei Tre Spiriti).
Jirisan si trova nella parte sud delle montagne Sobaek e Baekdudaegan, la dorsale della penisola coreana che incorpora il Sobaek e gran parte del Taebaek.
Ci sono sette importanti templi buddisti. Hwaeomsa è il più grande e conosciuto tra questi. Contiene differenti tesori nazionali, gran parte dei quali sono sculture artistiche del 600–900 CE. La montagna è anche la casa del Cheonghak-dong (Villaggio della gru azzurra).
Ogni anno più di 280.000 persone visitano Jirisan. Estate e autunno sono le stagioni più popolari.

## Leggende
All'entrata della Valle Baemsagol, circa 1.300 anni fa, si trovava un tempio Songnimsa. Questo tempio praticava un rito annuale durante la festività Chilwolbaekjung (la notte di luna piena a giugno secondo il calendario lunare) nel quale veniva selezionato il monaco più pio e si pregava per il suo passaggio al paradiso come divinità. Un anno, il più importante monaco Seosandaesa visitò il tempio, avendo sentito parlare del rito Buddista, e pensando ci fosse un segreto dietro a questo rito. Seosandesa autorizzò il monaco scelto quell'anno a pregare con una vestaglia di seta intrisa di veleno. Seosandaesa si nascosa dietro una roccia a guardare il rito. Attorno l'una del mattino, un Imugi (un anaconda che era arrabbiata per non essere diventata un drago) saltò sul monaco che pregava, lo morse in bocca e scomparve nell'acqua. Seosandaesa ritornò al tempio ed attese fino al sorgere del sole. Alle prime luci del mattino lui, insieme con gli abitanti del villaggio, andarono a controllare se l'Imugi fosse morta, non essendo riuscita a ingoiare l'intero corpo del monaco. Seosandaesa scopri il segreto del tempio Songnimsa: sacrificare un monaco all'Imugi ogni anno. Dopo ciò la valle fu rinominata Baemsagol, che significa la valle dove un Imugi, che non è riuscito a diventare un drago, è morto. Il villaggio all'entrata della valle di Baemsagol è stata denominata Banseon (che vuol dire mezza divinità) in memoria del monaco morto che fu sacrificato senza diventare una divinità.

## Vette
Samshinbong (bong significa vetta) è alto 1.284 m ed ha un popolare punto di ingresso dal tempio Ssanggye. Da Ssanggyesa, una strada porta a Bul-il Falls. Girando a sinistra al sentiero subito prima delle cascate, la strada continua per 6,9km fino alla cima. Partendo da Ssanggyesa (il suffisso sa indica un tempio Buddista), la cima può essere raggiunta in circa quattro ore a passo sostenuto. Si impiegano circa altre tre ore per scendere. Agli scalatori viene avvertito di portarsi molta acqua che è disponibile solamente dietro le spalle del tempio. Questa cima può essere scalata anche dal retro dell'villaggio Cheonghak-dong.